# Инглунд, Ола
Матс Ола Инглунд (швед. Mats Ola Englund; родился 27 сентября 1981) — шведский музыкант, композитор, режиссёр звукозаписи, гитарист и блогер. Является одним из основателей группы Feared, участвует в качестве соло-гитариста в шведской метал группе The Haunted. Известен благодаря участию в группе Six Feet Under. Также являлся участником таких групп, как Scarpoint, Facing Death, Subcyde и Sorcerer.

## Стиль
Ола Инглунд обладает своим собственным уникальным стилем дэт-метала, который наиболее заметно прослушивается в композициях основанной им группы Feared. За его звуком стоят шести-, семи- и восьмиструнные электрогитары (иногда настроенные в Drop A), различные гитарные усилители, в частности Mesa/Boogie Dual Rectifier, а также его подписной усилитель — Randall Satan. Ола часто использует пониженный гитарный строй. Кроме того, Ола имеет целый ряд подписных гитар и бас-гитар, произведенных его компанией Solar Guitars.

## Влияние
По словам самого Олы, наибольшее влияние на него оказали такие группы, как Dream Theater, Nevermore, Testament, Bolt Thrower, Entombed, Opeth, Pantera и Sepultura. Является большим поклонником Даймбэга Даррелла.

## Дискография
Facing Death
- Facing Death (Demo) (2005)

Subcyde
- Subcyde (2007)

Scarpoint
- Mask of Sanity (2011)

Feared
- Feared (2007)
- Feared (EP) (2008)
- Rejects (2011)
- Refeared (2012)
- Furor Incarnatus (2013)
- Vinter (2013)
- Elemental Nightmares II (2014)
- Synder (2015)
- Reborn (2016)
- Svart(2017)

Six Feet Under
- Unborn (2013)

The Haunted
- Eye of the Storm (EP) (2014)
- Exit Wounds (2014)
- Strength in Numbers (2017)

## Семья
Женат на Луизе Инглунд, есть двое детей — Малин и Карл-Юхан.